# Эдесхайм
Эдесхайм (нем. Edesheim) — община в Германии, в земле Рейнланд-Пфальц. 
Входит в состав района Южный Вайнштрассе. Подчиняется управлению Эденкобен.  Население составляет 2290 человек (на 31 декабря 2010 года). Занимает площадь 16,32 км².